# Електропровідні полімери
Електропровідні полімери — органічні полімери, які проводять електричний струм . Такі полімери можуть бути як напівпровідниками, так і хорошими провідниками (як метали). Загальновизнано, що метали добре проводять електричний струм, а органічні речовини є ізоляторами, але цей клас матеріалів поєднує властивості обох. Найбільшою перевагою електропровідних полімерів є їх технологічність. Електропровідні полімери є пластмасами і, отже, можуть поєднувати механічні властивості пластмас (гнучкість, міцність, ковкість, еластичність і т. д.) з високою електропровідністю . Їх властивості можуть бути точно відрегульовані за допомогою спеціальних методів органічного синтезу .

## Кореляція хімічної структури і електропровідності
У традиційних полімерах, таких як поліетилен, валентні електрони пов'язані ковалентним зв'язком типу sp 3 — гібридизації. Такі «сигма-пов'язані електрони» мають низьку мобільність і не впливають на електропровідність матеріалу. Ситуація зовсім інша в кон'югованих (пов'язаних) матеріалах. Провідні полімери мають безперервний ланцюжок осередків з sp 2 -гібрідізірованного вуглецю . Один валентний електрон кожного осередку знаходиться на p z орбіталі, яка ортогональна трьом іншим сигма-зв'язкам. Електрони на цих делокалізованних орбиталях володіють високою мобільністю, коли матеріал «легують» шляхом окислення, яке видаляє деякі з цих делокалізованних електронів. Таким чином, р-орбіталі формують зону, і електрони в рамках цієї зони стають рухливими, коли вона частково порожніє. В принципі, ці ж матеріали можна легувати відновленням, яке додає електрони в ще не заповнені зони. На практиці більшість органічних провідників легують окисленням, щоб отримувати матеріали р-типу.      Окислювально-відновновлювальне легування органічних провідників аналогічне до легуванню кремнієвих напівпровідників, при якому невелика кількість атомів кремнію замінюються на атоми з великою кількістю електронів (наприклад, на фосфор) або навпаки, з малою кількістю електронів (наприклад, на бор) для створення напівпровідників n-типу або р-типу, відповідно.
Хоча зазвичай «легування» електропровідних полімерів це або окислення, або відновлення матеріалу, електропровідні органічні полімери, пов'язані з протоннозберігаючими розчинниками, можуть бути також «самолегованими».
Найбільш помітною відмінністю між провідними полімерами і неорганічними напівпровідниками є рухливість носіїв струму, яка до недавнього часу у провідних полімерів була значно нижчою, ніж у їх неорганічних аналогів. Ця різниця зменшилася з винаходом нових полімерів і розробкою нових технологій обробки. Низька мобільність зарядів пов'язана зі структурними порушеннями. Справді, як і в неорганічних аморфних напівпровідниках, провідність в таких відносно невпорядкованих матеріалах є в основному функцією «проміжків мобільності», зі стрибками фононів, тунелюванням поляронів і т. д. між фіксованими станами.
Кон'юговані полімери в їх нелегованому первинному стані є напівпровідниками або ізоляторами. А це означає, що енергетичний проміжок в них може бути > 2 еВ, що є надзвичайно великим бар'єром для виникнення термічної провідності. Отже, нелеговані кон'юговані полімери, такі як поліпіррол, поліацетилен, мають низьку електропровідність: від 10 −10 до 10 −8 См / см. Навіть при дуже низькому рівні легування (<1 %) електропровідність зростає на кілька порядків, до значень порядку 10 −1 См / см. Подальше легування приводить до насичення провідності при значеннях близько 100-10000 См / см в залежності від полімеру. Найвищі значення провідності, відомі в даний час, отримані для еластичного поліацетилену із значенням близько 80000 См / см. Хоча пі-електрони в поліацетилені делокалізовані вдовж ланцюга,  поліацетилен не є металом. Поліацетилен має змінні одинарні та подвійні зв'язку розміром 1,45 Å і більші і 1,35 Å відповідно. Після легування змінні зв'язку зменшуються, а провідність збільшується. Нелеговане збільшення провідності досягається в польовому транзисторі (органічні польові транзистори) або шляхом опромінення . Деякі матеріали демонструють негативний від'ємний опір і керуються напругою «перемикання», аналогічно тому, яке спостерігається в неорганічних аморфних напівпровідниках.

### Класи матеріалів

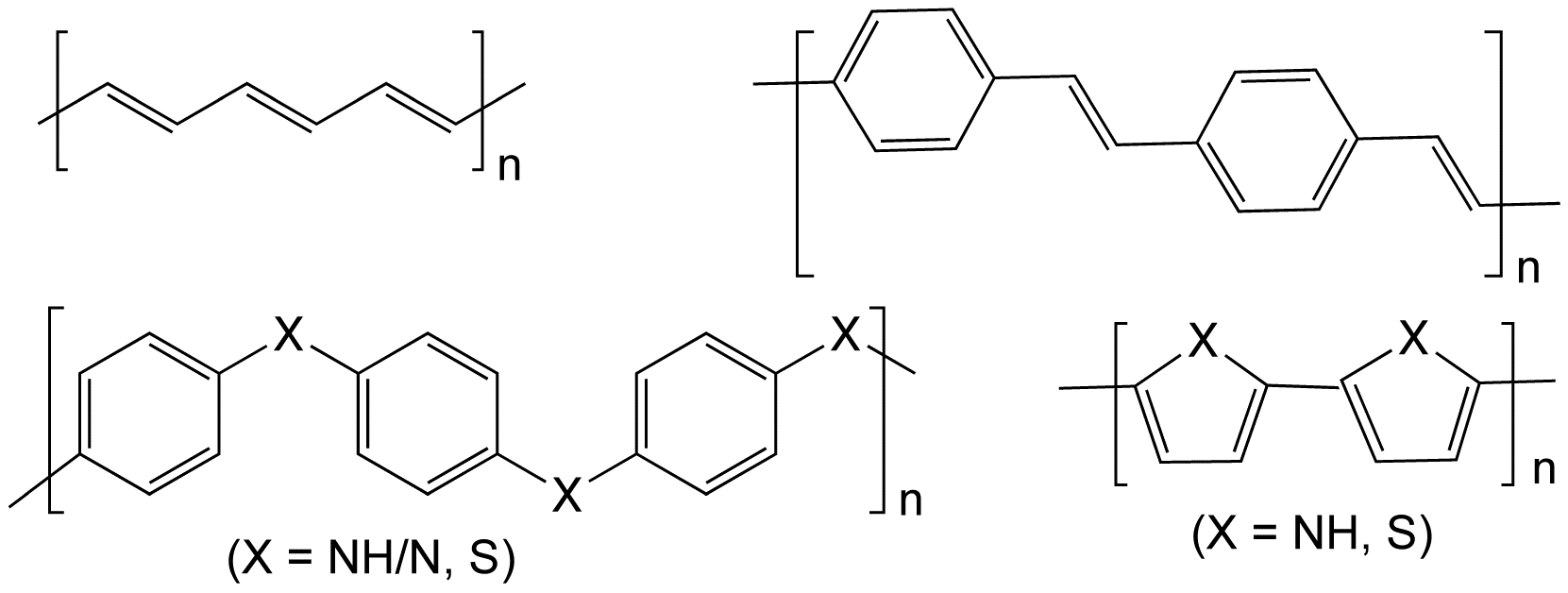
Структури різних провідних органічних полімерів. Поліфеніленвінілен, поліацетилен, політіофена (X = S) and поліпіррол (X = NH), поліанілін (X = N, NH) і сульфід поліфеніліна (X = S).

Добре вивчені класи органічних провідних полімерів представляють: поліацетилен, поліпіррол, політіофен, поліанілін, полі-сульфід-p-фенілен, а також полі-пара-фенілен-вінілен (ППВ). ППВ і її розчинні аналоги з'явилися в якості прототипу електролюмінесцентних напівпровідникових полімерів. Сьогодні полі-3-алкітіофен є архітектурним матеріалом для сонячних батарей і транзисторів. Інші не так добре вивчені провідні полімери включають: полііндол, поліпірен, полікарбазол, поліазулен, поліазерін, поліфлуорен і полінафталін.

#### Синтез електропровідних полімерів
Розроблено безліч методів синтезу полімерів. Більшість провідних полімерів виготовляються шляхом окислення зв'язку моноциклічного попередника. Така реакція тягне за собою дегідризацію :
n H- [X] -H → H- [X] n -H + 2 (n-1) H + + 2 (n-1) e -
Однією з проблем є як правило низька розчинність полімерів. Однак в деяких випадках молекулярна маса не повинна бути великою, щоб досягнути бажаних властивостей.

## Властивості і застосування
Масштаби примінення електропровідних полімерів постійно розширюється через їх просту обробку. Вони знаходять застосування в якості антистатичних матеріалів, також використовуються в комерційних дисплеях і батарейках, але їх застосування стримується високими виробничими витратами, невідповідністю необхідних властивостей матеріалів, токсичністю, поганою розчинністю і неможливістю використовувати безпосередньо в процесі розплаву. У літературі є свідчення, що вони також перспективні в органічних сонячних елементах, органічних світлодіодах, схемах управління, електрохромізмі, суперконденсаторах, биосенсорах, гнучких прозорих дисплеях, електромагнітних екранах і, можливо, в якості заміни оксиду індію. Електропровідні полімери  знаходять примінення, як добре оброблювані матеріали з хорошими електричними і фізичними властивостями при цьому залишаючись меншвартісними. Нові наноструктуровані форми електропровідних полімерів з їх більшою площею і кращою дисперсністю дають нові ідеї в нанотехнологіях.

### Бар'єри на шляху до застосування
Електропровідні  полімери мають низьку розчинність в органічних розчинниках, що знижує їх технологічність. Крім того, заряджений органічний полімерний ланцюжок незавжди  стійкий до атмосферної вологи. У порівнянні з металами, органічні провідники є дорогими, і потребують багатоступеневого синтезу. Хороша технологічність для багатьох полімерів вимагає введення розчинних замінників, які  ще більше ускладнюють процес синтезу.

## Історія
У 1950 р було виявлено, що поліциклічні ароматичні сполуки утворюють напівпровідникові солі галогенів на комплексі перенесення заряду. Цей висновок вказав на те, що органічні сполуки можуть проводити струм. Органічні провідники періодично обговорювалися, ця галузь була під особливою увагою наукового світу в зв'язку з передбаченням надпровідності, що  виходила з теорії БКШ .
Починаючи з 1963 р Болто з співробітниками повідомляли про провідності в йодо-легованому поліпірролі. Ця австралійська група в кінцевому підсумку досягла питомої опору нижче 0,03 Ом · см для деяких провідних полімерів, що недалеко від сучасних значень.
В цей час процеси полімеризації не були детально вивчені. Моделювання механізмів провідності теж ще не проводилося, Невіллу Мотту ще треба було написати праці з провідності в невпорядкованих структурах. Пізніше де Сурвілл з співробітниками повідомили про високу провідності поліаніліну. У 1980 році Діас і Логан повідомили про поліанілін, який може слугувати матеріалом для електродів.
Багато ранніх роботи з фізики і хімії полімерів проводилися з меланіном, через близькість цих досліджень до медичних додатків. Наприклад, на початку 1960-х Блуа з співробітниками виявили напівпровідникові властивості меланіну, а потім вони зайнялися визначенням його фізичної структури і властивостей. Строго кажучи, всі поліацетілени, поліпірроли і поліаніліни є меланіном.
У 1974 році МагГіннесс описує «активний органічний полімерний електронний пристрій»: керований напругою - бінарний перемикач. У цьому пристрої використовується ДОФА-меланін, самолегований сополимер поліаніліну, поліпірролу і поліацетилену. У цій роботі продемонстровано використання класичного негативного диференціального опору.
У 1977 році Алан Хигер, Алан Мак-Діармід і Хідекі Сіракава повідомили про високу провідності окисленого йодо-легованого поліацетилену. Пізніше ці дослідники опублікували передові праці про структуру і механізми провідності в органічних провідниках. За ці дослідження вони були удостоєні 2000 року Нобелівської премії з хімії «за відкриття і розвиток провідних полімерів».